# Tuffi ai Giochi della X Olimpiade - Trampolino femminile
La competizione del trampolino femminile  di tuffi ai Giochi della X Olimpiade si è svolta il giorno 10 agosto 1932 al Los Angeles Swimming Stadium.

## Risultati
6 tuffi, 3 obbligatori e 3 liberi dal trampolino di 3 metri.
| Pos.    | Atleta                | Nazione     | Serie tuffi | Serie tuffi | Serie tuffi | Serie tuffi | Serie tuffi | Serie tuffi | Totale |
| Pos.    | Atleta                | Nazione     | 1°          | 2°          | 3°          | 4°          | 5°          | 6°          | Totale |
| ------- | --------------------- | ----------- | ----------- | ----------- | ----------- | ----------- | ----------- | ----------- | ------ |
| Oro     | Georgia Coleman       | Stati Uniti | 11,48       | 12,80       | 13,94       | 16,00       | 18,48       | 14,82       | 87,52  |
| Argento | Katherine Rawls       | Stati Uniti | 11,48       | 12,16       | 14,62       | 14,80       | 16,20       | 13,30       | 82,56  |
| Bronzo  | Jane Fauntz           | Stati Uniti | 11,20       | 13,12       | 14,96       | 15,20       | 12,16       | 15,48       | 82,12  |
| 4       | Olga Jensch-Jordan    | Germania    | 8,96        | 11,84       | 12,58       | 15,20       | 14,96       | 14,06       | 77,60  |
| 5       | Lillian Doris Ogilvie | Canada      | 9,80        | 11,52       | 9,52        | 12,96       | 12,60       | 13,60       | 70,00  |
| 6       | Magdalene Epply       | Austria     | 7,84        | 11,52       | 9,86        | 11,88       | 10,00       | 12,60       | 63,70  |
| 7       | Etsuko Kamakura       | Giappone    | 9,52        | 11,20       | 7,48        | 13,30       | 10,64       | 8,64        | 60,78  |
| 8       | Ingrid Larsen         | Danimarca   | 7,56        | 12,48       | 6,46        | 9,00        | 12,96       | 8,80        | 57,26  |